# Machito

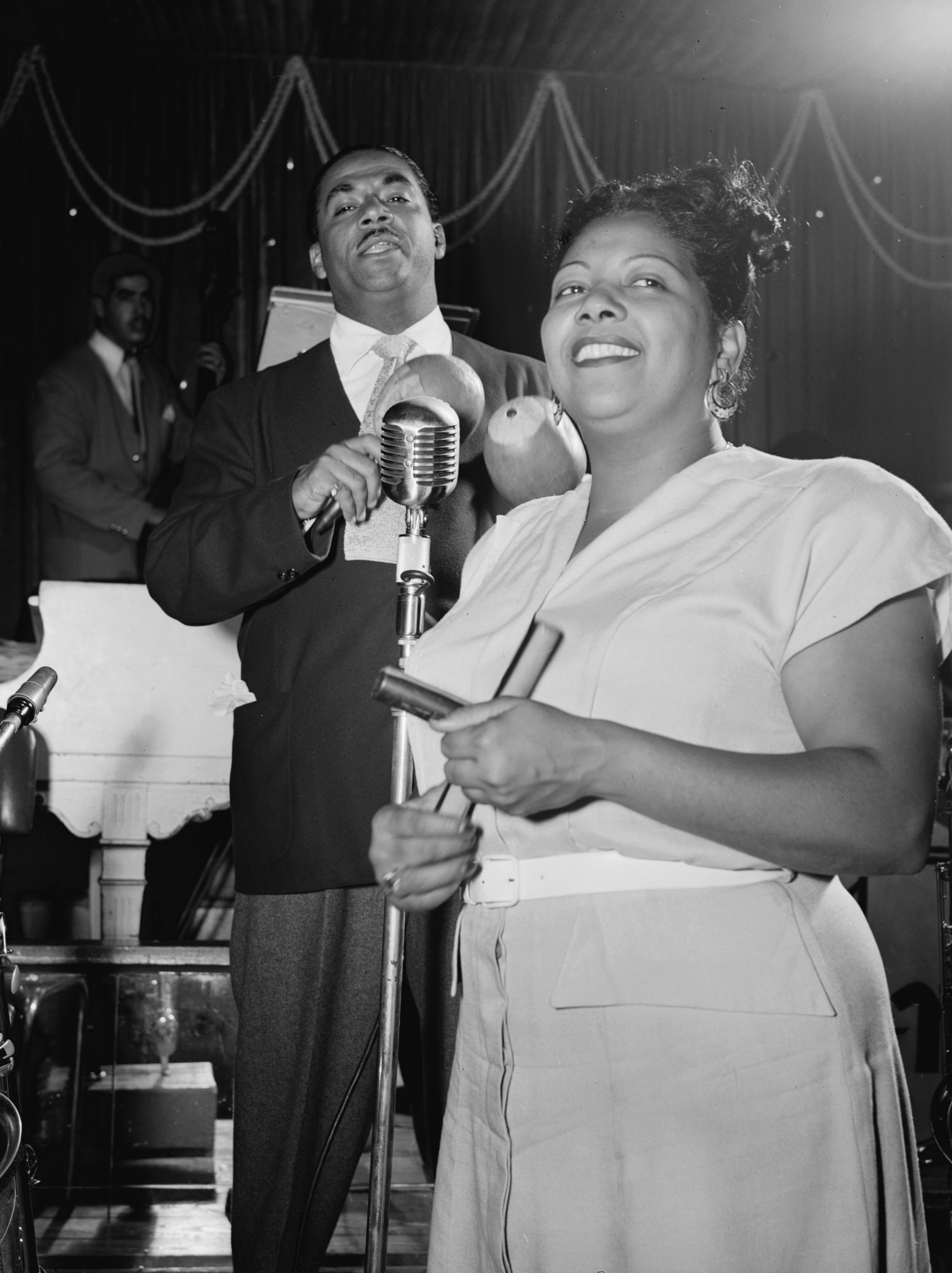
Machito és Graciella Grillo

Machito (Havanna, 1908. április 16. – London, 1984. április 15.) kubai latin jazzénekes, zenekarvezető, ütőhangszeres, dalszerző. Egyik fejlesztője volt az afro-cuban jazznek, valamint atyja a salsa zene létrejöttének. Graciela énekesnő örökbefogadott és általa fölnevelt nővére volt. George Shearing, Dizzy Gillespie, Charlie Parker és Stan Kenton Machito rájuk tett hatását is emlegette. 1940-80 között számos felvételt készített Graciela énekesnővel is. Fia és lánya is a zenekarában játszott. Egy kelet-harlemi keresztutcát a „Machito Square”-nek neveztek el.

## Pályakép
Machito 1937-ben emigrált az Amerikai Egyesült Államokba, ahol aztán többek között Xavier Cugat és Noro Morales mellett énekelt. 1940-ben sógorával, Mario Bauza-val megalapította az Afro-cubans együttest. Machito énekelt és énekét maracassal kisérte. Olyan afro-kubai ritmusokkal ismert a zenéjében, mint a mambo, a rumba, a cha-cha-cha, cubop, pachanga és son montuno.
Mintegy húsz zenészből álló zenekara az 1940-es-50-es években befolyásolta a latin dzsessz történetét. 1950-ben vendégszólistaként felvette Chico O'Farrill afro-kubai jazz szvitjét Charlie Parkerrel. Más kiemelkedő dzsesszzenészek, mint például Flip Phillips vendégszólistaként játszottak afro-kubai társaival.
Az 1980-as években a hangszerelője az argentin Jorge Anders volt, vagy a szaxofonosa, Ray Santos. Többször is dolgozott Dizzy Gillespie-vel. Az 1970-es évek közepén Machito egy kisebb szereplőgárdával először turnézott. Mindig nyitott volt a dél-amerikai zene új irányzataira és stílusaira.
1984-ben Machito szívrohamot kapott közvetlenül egy koncert előtt Ronnie Scott klubjában és négy nappal később egy londoni kórházban meghalt.

## Lemezválogatás
- Miguelito Valdés, Afro-Cuban Music (1942)
- Mucho Macho Machito (948–1949)
- Charlie Parker, South of the Border (1948, 1951-1952)
- Kenya (1957)
- Vacation at the Concord (1958)
- Machito with Flute to Boot (1959)
- Dizzy Gillespie, Afro-Cuban Jazz Moods (1975)
- Machito at the Crescendo (1961)
- Machito!!! (1983)
- Miguelito Valdés, Bim Bam Boom – An Album of Cuban Rhythms

## Díjak
- 1983: Grammy-díj for Best Latin Recording
- 1999: International Latin Music Hall of Fame

## Fordítás
Ez a szócikk részben vagy egészben  a   Machito című német Wikipédia-szócikk ezen változatának fordításán alapul.  Az eredeti cikk szerkesztőit annak laptörténete sorolja fel. Ez a jelzés csupán a megfogalmazás eredetét és a szerzői jogokat jelzi, nem szolgál a cikkben szereplő információk forrásmegjelöléseként.